# Thirty Days (pel·lícula de 1922)

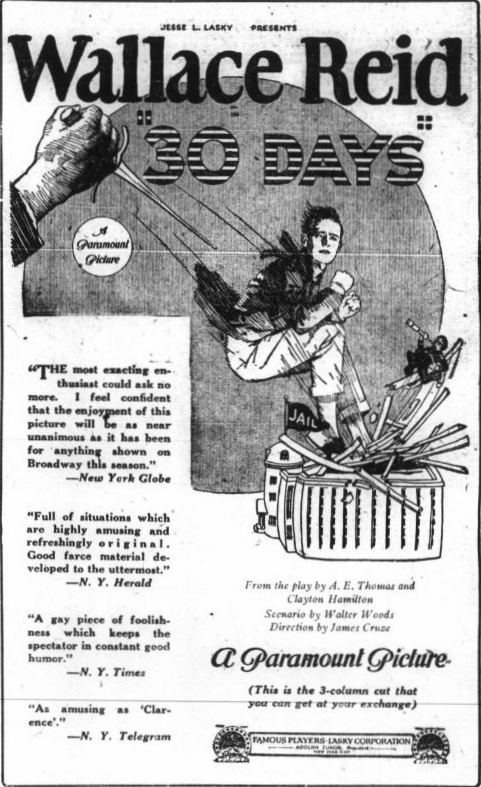
Anunci de la pel·lícula aparegut a Variety

Thirty Days és una pel·lícula muda de la Famous Players-Lasky dirigida per James Cruze i protagonitzada per Wallace Reid i Wanda Hawley. La pel·lícula, que es va presentar a Nova York el 10 de desembre de 1922, estava basada en la peça teatral homònima de Clayton Hamilton i constitueix la darrera aparició de Reid a la pantalla pocs dies després del rodatge patiria el col·lapse que el duria a la mort. Es considera una pel·lícula perduda.

## Argument
John Floyd és un noi innocent que no arriba a ser conscient de com les noies se senten atretes per ell i això acaba generant múltiples conflictes amb la seva xicota Lucille. Després de establir amistat amb Carlotta, una dona italiana, John intenta escapar de la ira de Giacomo, el seu marit que intenta venjar el seu honor. Al final acaba sent condemnat a presó durant trenta dies. Giacomo també és enviat a la presó a la mateixa presó per lo que John ha d’evitar-lo en tot moment. Després tots dos són alliberats al mateix temps. John explica les coses a la seva promesa, Lucille, i Giacomo és enviat a un vaixell abans que pugui fer mal a John.

## Repartiment
- Wallace Reid (John Floyd)
- Wanda Hawley (Lucille Ledyard)
- Charles Ogle (jutge Hooker)
- Cyril Chadwick (Huntley Palmer)
- Herschel Mayall (Giacomo Polenta)
- Helen Dunbar (Mrs. Floyd)
- Carmen Phillips (Carlotta)
- Kalla Pasha (Warden)
- Robert Brower (professor Huxley)